# Романовка (Мелеузовский район)
Романовка (баш. Романовка) — деревня в Мелеузовском районе Республики Башкортостан Российской Федерации. Входит в состав Партизанского сельсовета.

## География

### Географическое положение
Расстояние до:
- районного центра (Мелеуз): 10 км,
- центра сельсовета (Дарьино):13 км,
- ближайшей ж/д станции (Мелеуз): 10 км.

## История села
Деревня Романовка расположена на р. Мекатевле в 13 км от центра Партизанского с/с – села Дарьино и в 10 км.  от г. Мелеуза. Деревня Романовка стала застраиваться предположительно с 1863 года, переселенцами с Тамбовской губернии после отмены крепостного права в России. Первоначальное название деревни - Романово, затем ставшей селом после постройки и освещения Свято-Покровской   церкви. Впервые метрические книги с записями в них отправлены в Уфимскую епархию за 1880 год. При церкви существовала одно классная церковно-приходская школа.   Романовское сельское общество Мелеузовской волости Стерлитамакского уезда Уфимской губернии упоминается в «Списках населенных мест Российской Империи» 1877 года.  В 1912 – 1913 годы в Романовке в 66 дворах проживало 539 человек (263 муж, 276 жен). Все они были крестьяне – собственники (по некоторым данным земли куплены у башкир д.Саитова), национальность – русские, безземельных было – 1 хозяйство.  Во время переписи 1917 года в с. Романовка было 77 сельских хозяйств(владельцев земли, скота ,инвентаря…).   В 1920 году первая советская перепись указала в селе в 88 дворах – 623 человека (255 муж и 368 жен). В 1925 году – 104 двора.  После установления Советской власти в селе Романовка образовали свой сельсовет, который   был присоединен к Северному сельскому совету, находящемуся в селе Троицкое в результате образования Мелеузовского района(1930год). В 1952 году Северный сельский совет и Партизанский сельский совет были объединены в Партизанский сельский совет с центром в селе Троицкое. С 1999 года по 2005 год деревня Романовка входила в состав Мелеузовского сельского совета.  В советское время в селе начала работать начальная (4 класса) школа, дальнейшее образование дети продолжали в Северной школе, которая находился в селе Троицкое или в городах Мелеузе, Салавате, Кумертау.  В начале 30 годов в селе Романовка был образован колхоз им. Молотова, который в результате укрупнений вошёл в состав колхоза «Новый путь», а в конце 1980-х годов колхоз «Новый путь» был присоединен к колхозу «Победа». Тогда же деревня и стало распадаться, люди уезжали, переселялись.  Перепись 1989 года показала здесь 31 жителя, в основном – русские, деревня относилась к ТОО «Победа». 1999 год –  в д. Романовка Партизанского сельсовета – 12 жителей.  В Романовке же находятся и сады-огороды горожан г. Мелеуза.    На 1917 год в деревне значится Свято-Покровская церковь с священником Мироновым Михаилом Ивановичем (род. в Саратовской губ. в 1867 году, там же была церковноприходская однокласная школа. 7 октября 1937 года священник Капонеров Руфин Алексеевич (род. в 1875 году в Оренбургской губ.) репрессирован и расстрелян 1 декабря 1937 года.     Храм был закрыт в конце 30-х годов прошлого века. Здание церкви (оно было приспособлено под склад) в 1953 году разобрали и перевезли в пгт. Мелеуз. Его собрали на новом месте, приспособив под районную библиотеку, на улице Смоленской, с почтовым номером 41.  Престольный праздник в селе был Покров.  Храм был деревянным и очень красивым, и большим.  Строилась церковь на пожертвования жителей деревни Романовка.  Существует предание, что церковь при открытии освещал в свое время архиерей Уфимской епархии и от большака (тракт Мелеуз-Федоровка), где остановилась его карета- (примерно 400 м) была выстлана дорожка из холста (сотканного жительницами села Романовка) до самой церкви по которой он и вошел в храм для его освещения.  На Пасху звонили в колокола все, кто хотел. На масленицу было катание на лошадях и сжигание соломенного чучела.  
 В приход Свято-Покровского храма входили село Романовка, деревни Антоновка, Михайловка, Озерки, Надеждино, Логвинка….  Названия, которыми пользовались жители села Романовки;  -Шоттский лес, Ильичёв пчельник; Каран, Синюшкина гора, Длинная, Плиточная, Круглая, Крутая горы.  -Попов лог, Чернышев лог, Губин лог, Кордон, Родниковая лощина, Петровская лощина, большак…  В последние годы количество садов-огородов значительно сократилось.

## Население
| 2002 | 2009 | 2010 |
| ---- | ---- | ---- |
| 8    | ↗9   | ↘5   |

Национальный состав
Согласно переписи 2002 года, преобладающая национальность — русские (100 %).